# Ikuto Hidaka
Ikuto Hidaka (日高郁人 Hidaka Ikuto?) (5 de agosto de 1972) es un luchador profesional japonés. Es famoso por su trabajo en varias empresas de Japón y Estados Unidos, entre las que destacan Extreme Championship Wrestling y Pro Wrestling ZERO1, y es tenido como uno de los peso crucero más experimentados y respetados de su país.

## Carrera
Hidaka, que había soñado con ser luchador profesional toda su vida, comenzó a entrenar en el dōjō de Animal Hamaguchi mientras trabajaba a tiempo parcial, hasta que fue contratado por BattlARTS gracias a un contacto de quien se convertiría en su mentor, Shoichi Funaki.

### BattlARTS (1996-1997)
Hidaka debutó en BattlARTS en 1996, formando un tag team con Minoru Fujita. Compitiendo sólo en parejas, Ikuto y Fujita se enfrentaron a varios de los mejores luchadores de la empresa, como Masaaki Mochizuki, Minoru Tanaka o Alexander Otsuka, aunque sin grandes victorias. A finales de año, tras haber conseguido poco éxito en el Tag Battle 1998, Hidaka y Fujita dejaron la empresa.

### Extreme Championship Wrestling (1999)
En noviembre de 1999, Hidaka inició un tour en Estados Unidos con la empresa Extreme Championship Wrestling. Ikuto debió aprender con rapidez el estilo de extreme wrestling que se usaba en ECW, al que el japonés no estaba acostumbrado aún por haber salido de una empresa de shoot wrestling. Sin embargo, a pesar de las dificultades, Hidaka logró un éxito significativo adaptándose al nuevo ambiente y se convirtió en un luchador técnico de altura, aunque no consiguió ninguna victoria, contándose en su haber un corto feudo con Super Crazy. Aunque Ikuto no era el único japonés en ECW -también estaban Yoshihiro Tajiri y Masato Tanaka, quien años después se uniría a Hidaka en ZERO1-, era constantemente recibidor de calificativos racistas por parte de los comentaristas, especialmente Joel Gertner, quien le apodó "Pokémon" ante su incapacidad para recordar el nombre de Hidaka.

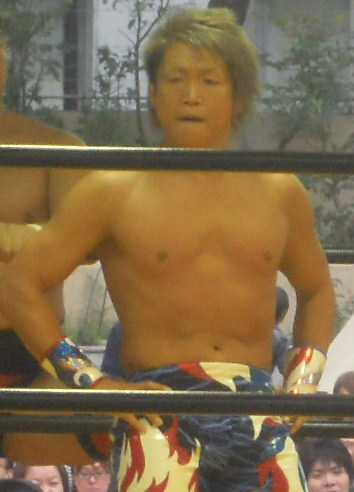
Hidaka en el ring.

### Michinoku Pro Wrestling (2000-2001)
A su retorno a Japón, Hidaka fue contratado por Michinoku Pro Wrestling. A pesar de no tener muchas victorias al principio, Ikuto acabó ganando un torneo por el Independent Junior Heavyweight Championship con una sorprendente victoria sobre El Samurai. A partir de entonces, Ikuto formó un equipo con Dick Togo llamado "Far East Connection", con Togo convirtiéndose en su mentor. Sin embargo, después de que Togo abandonase MPW debido a disputas con el director, The Great Sasuke, Hidaka le siguió en su ida, y el título fue dejado vacante, siendo poco después abandonado.

### Pro Wrestling ZERO-ONE / Pro Wrestling ZERO1-MAX / Pro Wrestling ZERO1 (2001-presente)
A finales de 2004, Ikuto se convirtió en uno de los miembros fundadores de Pro Wrestling ZERO-ONE. Allí Togo y él compitieron extensamente en equipo, consiguiendo éxitos moderados a lo largo de los meses; finalmente, en 2003, ganaron el vacante NWA International Lightweight Tag Team Championship en un combate ante Naohiro Hoshikawa & Tatsuhito Takaiwa. Dick y Ikuto defendieron el título en varias ocasiones, antes de perderlo ante Leonardo Spanky & Low Ki. Tras la derrota, Togo abandonó ZERO1 en busca nuevas oportunidades en otras empresas, por lo que Hidaka reformó su antiguo equipo con Minoru Fujita y volvieron a la actividad en parejas, ahora bajo el nombre de dúo de "Skull and Bones".

## En lucha
- Movimientos finales
  - Iwami Ginzan[2][3] (Vertical suplex gutbuster) - 2008-presente
  - Nora Inu High Kick[2] (High-speed roundhouse kick a la cabeza del oponente) - 2006-presente
  - Shawn Capture[1][2][3] (Wheelbarrow bodyscissors victory roll transicionado en cross kneelock)
  - Misty Flip[2][3] (Springboard backflip three-quarter facelock inverted DDT, a veces desde una posición elevada) - 2001-presente
  - S.M.F. - Standing Misty Flip[5] (Standing backflip three-quarter facelock inverted DDT) - 2001-presente

- Movimientos de firma
  - Iguchi Bomb[1][2][3] (Leg trap sitout powerbomb revirtiendo una patada del oponente)
  - Iguchi Slam[1] (Arm trap horizontal side slam)
  - Solarina[1][2][3] (Cross-legged double underhook hold)
  - Mariposa[1] (Suicide springboard corkscrew senton)
  - Spider Net[1] (Tornado DDT derivado en guillotine choke)
  - Hidaka Special[1] (Rolling German suplex seguido de cross kneelock)
  - H8U[2] (Fireman's carry sitout scoop slam piledriver)
  - Flying Hit Catch Alpha[6] (Arm wrench inside cradle pin)
  - Flying Hit Catch V[7] (Spinning ankle lock)
  - S.R.U. - Super Roll-Up[3] (High-speed leg trap reverse prawn pin a un oponente boca arriba)
  - Arm drag
  - Bridging belly to back suplex[1]
  - Bridging double chickenwing suplex[8]
  - Bridging German suplex[8]
  - Cartwheel electric chair headscissors hurricanrana
  - Cross armbar[9]
  - Dragon screw[9]
  - Figure four leglock[8]
  - Fisherman driver
  - Floatover tornado DDT
  - Grounded electric chair headscissors surfboard
  - Heel hook[1][9]
  - Hurricanrana, a veces a un oponente elevado
  - Inverted DDT[8]
  - Kip-up
  - Knee strike a la pierna o al estómago del oponente
  - Oklahoma roll
  - Running sitout powerbomb[9]
  - Springboard derivado en hurricanrana o tornado DDT
  - Suicide dive
  - Swinging neckbreaker,[1] a veces desde una posición elevada[10]
  - Varios tipos de kick:
    - Bicycle
    - Cartwheel heel a un oponente arrinconado[8]
    - Drop, a veces desde una posición elevada[8][9]
    - High-speed sole
    - Múltiples high-speed shoot al pecho del oponente[9]
    - Múltiples stiff roundhouse al muslo del oponente
    - Savate[1]
    - Spin[9]
    - Spinning heel[1][8]
    - Springboard drop a la rodilla del oponente[1]
    - Super[9]

- Mánagers
  - Satoshi Kobayashi

- Apodos
  - "Pokémon"[2]

## Campeonatos y logros
- Kohaku Wrestling Wars
  - UWA World Tag Team Championship (1 vez) - con Menso-re Oyaji

- Michinoku Pro Wrestling
  - Independent Junior Heavyweight Championship (1 vez)

- Pro Wrestling NOAH
  - GHC Junior Heavyweight Tag Team Championship (1 vez) - con Minoru Fujita

- Pro Wrestling WORLD-1
  - PWF Universal Tag Team Championship (1 vez) - con Minoru Fujita

- Pro Wrestling ZERO1
  - NWA Intercontinental Tag Team Championship (2 veces) - con Minoru Fujita (1) y Munenori Sawa (1)
  - NWA International Lightweight Tag Team Championship (4 veces) - con Dick Togo (1), Minoru Fujita (1), Munenori Sawa (1) y Takafumi Ito (1)
  - ZERO1-MAX International Junior Heavyweight Championship (5 veces)
  - Tenkaichi Jr. Tournament (2009)
  - Tenkaichi Jr. Tournament (2010)
  - Estasi Cup Championship (2014) - con Masato Tanaka & Tatsumi Fujinami

- Pro Wrestling Illustrated
  - Situado en el N°306 en los PWI 500 de 2003[11]
  - Situado en el N°79 en los PWI 500 de 2006[12]
  - Situado en el Nº269 en los PWI 500 de 2009[13]

- Tokyo Sports Grand Prix
  - Equipo del año (2005) - con Minoru Fujita compartido con Keiji Muto & Akebono

## Récord en artes marciales mixtas
| Resultado | Récord | Oponente     | Método                      | Evento            | Fecha              | Ronda | Tiempo | Localización | Notas |
| --------- | ------ | ------------ | --------------------------- | ----------------- | ------------------ | ----- | ------ | ------------ | ----- |
| Derrota   | 0-1    | Takafumi Ito | Sumisión (rear naked choke) | DEEP - 5th Impact | 9 de junio de 2002 | 2     | 1:54   | Tokio, Japón |       |